# Óscar Plano
 (août 2025).
Óscar Plano Pedreño, né le 11 février 1991 à Madrid (Espagne), est un footballeur espagnol évoluant au poste de milieu de terrain au Elche CF.

## Biographie
Óscar Plano joue plus de 200 matchs en deuxième division espagnole entre 2012 et 2018.